# NGC 3238
NGC 3238 ist eine linsenförmige Galaxie vom Hubble-Typ S0 im Sternbild Großer Bär am Nordsternhimmel. Sie ist schätzungsweise 330 Millionen Lichtjahre von der Milchstraße entfernt und hat einen Durchmesser von etwa 135.000 Lichtjahren.

Im selben Himmelsareal befinden sich u. a. die Galaxien NGC 3214, NGC 3220, NGC 3225.
Das Objekt wurde am 8. April 1793 von Wilhelm Herschel entdeckt.